# Bythinella serborientalis
Bythinella serborientalis е вид охлюв от семейство Hydrobiidae.

## Разпространение
Този вид е разпространен в Сърбия.